# Chlorocytus circumcinctus
Chlorocytus circumcinctus är en stekelart som beskrevs av Xiao och Huang 2000. Chlorocytus circumcinctus ingår i släktet Chlorocytus och familjen puppglanssteklar. Inga underarter finns listade i Catalogue of Life.